# 유헬스
유헬스(또는 u-Health, U-헬스, U-헬스케어, 유비쿼터스 헬스케어)는 유·무선 네트워킹이 가능한 정보통신기술을 활용하여 시간과 장소에 상관없이 언제 어디서나 이용 가능한 건강 관리 및 의료 서비스를 지칭한다.
유헬스의 유(U)는 유비쿼터스에서 첫 글자를 따온 것이다.
서로 다른 학문 영역과 연구자들에 의해 유헬스가 다양한 방식으로 정의되었다.
특히 공학 및 정보과학 영역에서 이러한 논의가 활발히 진행되었는데, 이들은 유비쿼터스 컴퓨팅을 의학 및 헬스케어 산업에 적용시킨 것을 유헬스로 정의하는 경향성을 가진다.
즉, 내재성(embeddedness)과 이동성(mobility)를 극대화시킨 형태의 컴퓨팅을 헬스케어에 적용하는 개념을 유헬스로 부르고 있다.
일부 연구자들은 유헬스를 eHealth보다 한 단계 진보된 개념으로 받아들이고 있으며,
eHealth 및 Telehealth의 동의어로 보는 의견,
mHealth와 비슷한 개념으로 보는 의견 등도 존재한다.
WHO는 eHealth, mHealth, Telehealth 등의 용어를 구체적으로 정의하면서 포괄적이고 통일된 용어를 사용할 것을 권장하였고, 유헬스에 관한 별도의 용어 정의는 하지 않고 있다.
유헬스는 기술의 발달과 함께 의료의 공정한 제공과 편의성을 추구하지만, 개인정보 침해나 비용 문제, 의료사고의 가능성 및 법적 책임, 서비스의 질 관리 등의 문제가 발생될 것으로 예상된다.

## 분야 및 적용
유헬스를 통하여 전통적인 의료 영역에서 벗어나 시간적·공간적인 확대, 소비자·공급자의 확대, 서비스의 다양화 등을 도모할 수 있다.
유헬스 기술의 대표적인 목표로 시간적인 손실의 감소와 정보처리의 신속성, 의료 비용의 감소, 부정확한 의료 제공의 방지 등이 있다.
직접 대면하는 의료서비스 이용이 어려운 사람들, 의료취약층들에게 유헬스를 이용해 적절한 서비스를 제공할 수 있다. 대한민국의 경우, 유헬스 서비스가 우선적으로 효과적일 수 있는 의료취약계층의 전체 규모는 562만 명으로, 전체 인구의 12%수준으로 추산된다.
또한 최근 사회적 비용이 큰 폭으로 증가하고 있는 만성질환 관리에도 효과적인 대안으로 주목받고 있다.
유헬스를 응용할 수 있는 분야는 활력 징후, 심전도 등 기본적인 생체 데이터부터 천식, 파킨슨병 같은 질환이나 응급 상황에 활용할 수 있는 실시간 모니터링이 대표적으로 꼽힌다.
이러한 특수 소비자들 뿐만 아니라 질병 예방 등을 목표로 하거나, 건강 증진을 추구하는 일반인들 역시 유헬스의 잠재적 이용 대상이 될 수 있다.
한국보건산업진흥원은 2008년 발간한 보고서에서 u-Healthcare의 영역을 다음과 같은 4가지 항목으로 분류하였다.
- 의료-처치
- 의료-평가
- 건강관리-처치
- 건강관리-평가

이러한 대분류 영역에 각각의 서비스를 분류한 후, 이 서비스들을 서로 연계하여 여러 영역에 걸친 서비스 제공을 목표로 하였다. 또한 u-Healthcare을 "u-Health 환경의 구축을 통해 실현가능해진 부가가치적 보건의료서비스"로 정의하고, u-Health 환경의 개념을 설명하였다. u-Health 환경의 구체적 구성 요소의 예는 다음과 같다.
- 기술적/의료적 환경

EHR (electronic health record, 평생전자건강기록), CDSS (clinical decision supporting system, 임상의사결정지원), 패턴마이닝 기반 임상진료지침, u-Healthcare 표준 인터페이스, USN 기반 생체신호 처리, 의료영상 처리, RFID 기반의 병원정보시스템 (스마트카드, 약품·환자·경영관리 등), 임상-바이오-생체정보 융합기술 (환자 안전 증진, 질병예측, 바이오마커 발굴 등), ...
- 제도적 환경

u-Health 특별법, u-Health 표준화 시스템, u-Health 인증 시스템, ....
- 사회문화적 환경

u-Health 전문인력 양성체제 (융합 교육 프로그램 및 다학제 교육과정 등), u-Health 산업체 지원체제, u-Health 인식도 및 수용성 제고체제 (홍보 등), ...
삼성경제연구소는 2007년의 보고서에서 u-Health 관련 사업을 다음과 같은 3가지 유형으로 분류하였다.
- u-Hospital 군
- 홈 & 모바일 헬스케어 군
- 웰니스 군

구체적으로 u-Hospital 군은 의료기관의 모바일화 및 네트워킹의 확대, 즉 모바일을 이용한 병원정보 제공, 예약 관리, 원격 진료, 의료 스마트 카드, 모바일 병원 등을 예시로 들었다. 홈 & 모바일 헬스케어 군은 노인 및 만성질환자를 중심으로 모바일 원격 관리, 실버타운 건강관리, 위치추적 서비스, 모바일 처방전 등을 예시로 들었다. 마지막으로 웰니스 군은 일반인들을 대상으로 가정 및 이동 공간에서의 건강을 통합 관리할 수 있는 서비스로 정의하고, 모바일 운동량 체크, 모바일 스트레스·비만관리, 카운셀러 건강상담, u-Fitness 등을 예시로 하였다.

## 윤리적 쟁점
프라이버시 문제, 불평등 문제, 건강 행태 변화에 대한 책임 문제 등이 제기되고 있다.

## 현황

### 대한민국의 유헬스 산업
2003년 이후 대학병원을 중심으로 유헬스시스템이 구축되기 시작하였다.
2005년 대전광역시를 시작으로 공공부문에서도 유헬스 서비스 모델을 제공하기 시작하였다.
이후 모바일 건강관리, 웨어러블 컴퓨터, 온라인 진료상담, 의료 텔레메틱스 등의 다양한 기술이 유헬스에 접목되었다.

## 전망
헬스케어 클라우드 컴퓨팅 시장이 매년 20% 이상의 성장률이 기대되는 등, 유헬스 분야의 발전이 기대되고 있다.
특히 AI, IoT, 빅데이터 개념의 대중화와 함께 기술의 발전이 기대되고 있다.
유헬스를 활용한 산업의 정착을 위해 기술적인 발전, 사회적인 환경 및 인프라 조성, 관련 정책의 확립의 세 가지 사안이 조화롭게 해결되어야 한다.

## 같이 보기
- 원격의료
- 헬스 2.0
- 스마트 헬스케어
- 유비쿼터스 간호
- mHealth
- eHealth
- 사물인터넷